# La Règle de trois
Pour plus de détails, voir Fiche technique et Distribution.
La Règle de trois est un film français de court métrage réalisé par Louis Garrel et sorti en 2012.

## Fiche technique
- Titre : La Règle de trois
- Réalisation : Louis Garrel
- Scénario : Louis Garrel
- Photographie : Denis Gaubert
- Son : Mathieu Descamps et Mélissa Petitjean
- Musique : Alex Beaupain
- Montage : Marie-Estelle Dieterle et Marie-Julie Maille
- Pays :  France
- Société de production : Chaya Films
- Durée : 18 minutes
- Date de sortie : France - 28 janvier 2012

## Distribution
- Golshifteh Farahani : Marie
- Louis Garrel : Louis
- Vincent Macaigne : Vincent

## Distinction
- 2012 : Prix Jean-Vigo du court métrage